# Dasineura couepiae
Dasineura couepiae är en tvåvingeart som beskrevs av Maia 2001. Dasineura couepiae ingår i släktet Dasineura och familjen gallmyggor. Inga underarter finns listade i Catalogue of Life.